# Дамаскин (Давидович)
Ду́шан Дави́дович (серб. Душан Давидовић, в монашестве Дамаскин; 8 июня 1946, село Велика-Крсна, община Младеновац — 28 июня 2017, Торонто) — лишённый сана и монашества епископ Сербской православной церкви.

## Биография
Родился в 1946 году в семье священника Радомира и Босильки. Его отец служил на нескольких приходах в Сербии.
В молодом возрасте он интересовался техникой и в начальной школе регулярно покупал по завышенной цене технические новинки в Белграде. Вместе с тем, воспитание в патриархальном духе, духе Церкви и православия сподвигло его стать священником. По окончании восьмилетней школы в родном месте, поступил в 1962 году в Семинарию святого Саввы в Белграде, но перевёлся в возрождённую Карловацкую духовную семинарию, которую закончил в 1967 году.
В том же году принял монашество и диаконский сан и послан Патриархом Сербским Германом на обучение в Московскую духовную академию, которую окончил в 1971 году.
В 1975 году решением Священного Архиерейского Синода направлен «по потреби службе» в Духовную семинарию святых Кирилла и Мефодия в Призрене. В 1985 году окончил аспирантуру Университета Аристотеля в Салониках.
Служил профессором в Белградской и Призренской духовных семинариях. Был управляющим интерната при Богословском факультете Белградского университета.
Поскольку не получил разрешения остаться в Монастыре Хиландар, уехал в 1988 году в Германию, а потом в США, где перешёл в клир Свободной сербской православной церкви.
Был избран и 22 июля 1990 года хиротонисан в викарного епископа. Хиротонию в Монастыре Новая Грачаница совершили митрополит Новограчаницкий Ириней (Ковачевич) и епископ Западноевропейский Василий (Вейнович). В 1991 году становится правящим епископом Западноевропейским.
По примирении Свободной Сербской православной церкви с Сербкой православной церковью и вхождении её в состав Сербского Патриархата на правах автономии в 1991 году, продолжает служить на Западноевропейской кафедре.
В мае 1994 года Священный Архиерейский Собор постановил объединить параллельные епархии в Западной Европе, при этом на территории Испании, Франции, Люксембурга, Голландии и Бельгии учреждалась Западноевропейская епархия с кафедрой в Париже, которую возглавил епископ Дамаскин.
В 1997 году из-за проблем со здоровьем ушёл на покой.
В начале 1999 года уехал в Канаду, где перешёл в одну из неканонических греческих старостильных юрисдикций. Служил на приходе в Торонто как священник.
5 ноября 2003 года решением Священного Архиерейского Синода за уход в раскол и оскорбительные высказывания был лишён сана и монашества. Решение было подтверждено решением Священного Архиерейского Собора от 6 (19) мая 2004 года
.
После этого заявил, в интервью сербскому эмигрантскому СМИ в Канаде, что против него «ещё с 1997 года велась откровенная травля» чтобы «наверняка отделились от православных сербов в диаспоре». В открытом письме Патриарху Павлу, Дамаскин говорил, что его конфликт с руководством Сербской православной церкви, на самом деле, длится два с половиной десятилетия, начиная с 1981 года, когда он пытался публично рассказать всю правду о пожаре в Печской Патриархии, устроенном албанскими сепаратистами. Тогда, по словам бывшего епископа Дамаскина, «церковное руководство встало на сторону государственной власти», в то время как он был «оставлен в одиночестве в борьбе с УДБА».
В результате конфликта в Австралийской епархии Сербской православной церкви летом 2008 года три прихода и монастырь Новый Каленич в Канберре покинули епархию и провозгласили воссоздание Сербской свободной церкви. К концу года к ним присоединился бывший епископ Дамаскин.
Скончался 28 июня 2017 года в собственной квартире

## Публикации
- К 10-летию патриаршего служения Святейшего Патриарха Сербского Германа // Журнал Московской Патриархии. 1968. — № 12. — С. 49-50
- Кончина митрополита Загребского Дамаскина // Журнал Московской Патриархии. 1970. — № 4. — С. 48-50.
- Епископ Тимокский Емилиан [некролог] // Журнал Московской Патриархии. 1971. — № 2. — С. 53-54.
- Юбилей в Сербской Церкви // Журнал Московской Патриархии. 1972. — № 1. — С. 56-57.
- О почитании Божией Матери // Журнал Московской Патриархии. 1975. — № 7. — С. 30-31.
- Епископ Нишский Иоанн [некролог] // Журнал Московской Патриархии. 1975. — № 7. — С. 35-36.
- Хроника Православных Церквей: Сербская Православная Церковь // Журнал Московской Патриархии. 1978. — № 12. — С. 49-50.
- Учение святителя Иоанна Златоуста о молитве // Журнал Московской Патриархии. 1979. — № 9. — С. 68-73.
- Преосвященный Дометиан, епископ Враньский [некролог] // Журнал Московской Патриархии. 1983. — № 12. — С. 50.
- Карловачки митрополит Павле Ненадовић (1699—1768) // Теолошки погледи. 1987 (година XX). — број 1-2. — C. 73-87
- Празднование 1000-летия в Белграде // Журнал Московской Патриархии. 1988. — № 12. — С. 55.